# Robert Talbot
Robert Talbot, né à Montmagny le 2 décembre 1893 et mort à Québec le 24 août 1954 à l'âge de 60 ans, est un violoniste, compositeur et chef d’orchestre canadien. Il est inhumé au cimetière Notre-Dame-de-Belmont, à Sainte-Foy.

## Biographie
Après avoir d'abord fait des études de droit, il se tourne définitivement vers la musique et travaille sous la direction du violoniste Joseph-Alexandre Gilbert, de la pianiste Berthe Roy et du compositeur et chef d'orchestre Joseph Vézina, directeur musical de la Société symphonique de Québec. En 1919, il est admis au Institute of musical art de New York, actuelle Juilliard School of Music, où il a pour maîtres Franz Kneisel, Albert Stoessel et Louis Svečenski et où il obtient des résultats extrêmement brillants.
En 1922, il devient secrétaire de la toute nouvelle école de musique de l'université Laval dont il sera directeur de 1935 à sa mort en 1954. Violoniste accompli, il fonde le Quatuor Schubert en 1921 et le Quatuor Talbot vers 1924.
Robert Talbot devient, à la mort de Joseph Vézina en 1924, le deuxième chef de la Société symphonique de Québec (actuel Orchestre symphonique de Québec), poste qu’il occupe jusqu’en 1942. Il aura pour successeur Edwin Bélanger. Il est le premier récipiendaire du titre de docteur en musicologie de l’université Laval en 1933. Il est l'auteur d'une Grammaire musicale, dont seul le premier volet, portant sur la phonétique, sera publié (vers 1941).

## Le compositeur
Robert Talbot a laissé plusieurs compositions d'un grand raffinement, mais demeurées injustement méconnues. La plupart d'entre elles sont conservées aux archives de l'université Laval à l'état de manuscrit. Des photocopies sont toutefois disponibles à la bibliothèque de l'université Laval. Son catalogue comprend un oratorio, Evangéline, un drame lyrique, Celle qui voit, des œuvres pour orchestre, des chœurs, des pièces instrumentales et un grand nombre de mélodies pour chant et piano d'un grand lyrisme et révélant une sensibilité à fleur de peau.